# CM-1101
La CM-1101 es una carretera autonómica de segundo orden de la provincia de Guadalajara (España) que transcurre entre la A-2 por Almadrones, donde también enlaza con la N-204, y Sigüenza, donde enlaza con la CM-110. Pertenece a la Red de Carreteras de la Junta de Comunidades de Castilla-La Mancha.
Es una carretera convencional de una sola calzada con un carril por sentido. Pasa junto a las localidades de Mirabueno, Mandayona, Aragosa y La Cabrera.